# Harry J. Jerison
Harry J. Jerison, especialista en neurociencia, fue el primero en extraer una proporción entre el cuerpo y el cerebro de los animales, el llamado cociente de encefalización, en su obra de 1973 Evolution of the brain and intelligence. Así, frente a la propuesta de usar la capacidad craneal como medida de la inteligencia, pone de manifiesto que el tamaño del cerebro no aumenta linealmente con el tamaño del cuerpo, aumentando más en unas especies que en otras, teniendo cerebros proporcialmente más grandes los considerados más inteligentes. Los primates y las aves son los animales con un mayor cociente de encefalización (tienen cerebros más grandes de lo esperado para su peso corporal).

## Obras
- Jerison, Harry J., (1973) Evolution of the Brain and Intelligence. New York and London: Academic Press, ISBN 0-12-385250-1.
- Jerison, Harry J., (1976) Paleoneurology and the evolution of the mind. Scientific American
- Jerison, H.J. e I. Jerison, (1988) Intelligence and Evolutionary Biology. Berlin: Springer-Verlag
- Jerison, Harry J.; Horner, John R.; y Horner, Celeste C (2001). Dinosaur forebrains. Journal of Vertebrate Paleontology
- Jerison, Harry J., (2007) What Fossils Tell Us about the Evolution of the Neocortex, en Kaas, Jon H., Evolution of Nervous Systems, Vol. 3. New York and Oxford: Elsevier. doi 10.1016/B0-12-370878-8/00065-3. ISBN 978-0-12-392560-2. ISBN 978-0-12-370878-6